# Teilhet (Puy-de-Dôme)
Teilhet é uma comuna francesa na região administrativa de Auvérnia-Ródano-Alpes, no departamento Puy-de-Dôme. Estende-se por uma área de 18,83 km². Em 2010 a comuna tinha 283 habitantes (densidade: 15 hab./km²).